# Сърбица (община)
Община Сърбица е разположена в Митровски окръг, Косово с площ 376 км2 и население от 52 372 души, по приблизителна оценка за 2019 г. Административен център е град Сърбица.

## Население
Населението на общината е 72 600 души, от тях около 98 % са албанци.